# Espíritu Santo, Chiapas
Espíritu Santo är en ort i Mexiko.   Den ligger i kommunen Las Margaritas och delstaten Chiapas, i den sydöstra delen av landet, 800 km öster om huvudstaden Mexico City. Espíritu Santo ligger 1 543 meter över havet och antalet invånare är 702.
Terrängen runt Espíritu Santo är platt söderut, men norrut är den kuperad. Runt Espíritu Santo är det ganska tätbefolkat, med 54 invånare per kvadratkilometer. Närmaste större samhälle är Las Margaritas, 2,4 km sydväst om Espíritu Santo. I omgivningarna runt Espíritu Santo växer huvudsakligen savannskog.